# DMARC
Domain-based Message Authentication, Reporting and Conformance (идентификация сообщений, создание отчётов и определение соответствия по доменному имени) или DMARC — это техническая спецификация, созданная группой организаций, предназначенная для снижения количества спамовых и фишинговых электронных писем, основанная на идентификации почтовых доменов отправителя на основании правил и признаков, заданных на почтовом сервере получателя.
DMARC устанавливает стандарт для идентификации электронных сообщений принимающими узлами с использованием механизмов Sender Policy Framework (структуры политики отправителя, SPF) и DomainKeys Identified Mail (почты, идентифицируемой при помощи доменных ключей, DKIM). Это означает, что будут выдаваться единые результаты идентификации сообщений отправителей на принимающих узлах AOL, Gmail, Hotmail, Yahoo!, Mail.ru, Яндекс.Почта и любых других принимающих узлах, использующих DMARC. Создатели спецификации надеются, что со временем стандарт будет поддержан большинством почтовых серверов, что позволит электронной почте стать более надёжным способом общения.
DMARC предусматривает механизмы для обмена информацией между отправителем и получателем о качестве фильтрации спама и фишинговых атаках. Например, если вы представляете домен-отправитель почты и публикуете DMARC-запись с запросом информации, то вы можете получать от всех доменов-получателей, которые тоже поддерживают DMARC, статистику обо всех почтовых письмах, которые приходят с обратным адресом от вашего домена. Статистика приходит в XML и содержит IP-адрес каждого отправителя, который подписывается вашим доменом, количество сообщений с каждого IP-адреса, результат обработки этих сообщений в соответствии с правилами DMARC, результаты SPF и результаты DKIM.
DMARC рассчитана на совместимость с процедурой идентификации входящих электронных сообщений, введённой в организации. В её функции входит помогать получателям электронных сообщений определять, соответствуют ли данные сообщения от предполагаемого отправителя той информации об отправителе, что известна получателю. Если нет, то DMARC предоставляет инструкции о том, как поступать с «несоответствующими» сообщениями. DMARC не даёт однозначного определения, является ли электронное сообщение спамом или иным сообщением нежелательного характера. Вместо этого DMARC требует, чтобы письмо не только получило подтверждение DKIM или SPF, но и прошло проверку соответствия. В случае с SPF сообщение должно получить PASS (подтверждено) при проверке SPF, и домен, указанный в позиции заголовка From: (от кого), должен соответствовать домену, использованному для подтверждения SPF (должен полностью соответствовать для определения строгого соответствия или должен соответствовать на уровне поддомена для определения нестрогого соответствия). В случае с DKIM письмо должно содержать подтверждённую подпись, и d= домен подтверждённой подписи должен соответствовать домену, указанному в позиции заголовка From: (должен полностью соответствовать для определения строгого соответствия или должен соответствовать на уровне поддомена для определения нестрогого соответствия). В случае использования DMARC сообщение может не пройти, даже если получит подтверждение  SPF или DKIM, но не пройдёт проверку соответствия.
Политики DMARC публикуются в системе доменных имён в виде ресурсных записей типа TXT и содержат инструкции по поводу того, что должен будет сделать узел, принимающий электронные сообщения, с полученными несоответствующими сообщениями.
Учредители спецификации DMARC включают:
- получателей: AOL, Gmail, Outlook.com, Yahoo! Mail;
- отправителей: 123Greetings, American Greetings, Bank of America, Facebook, Fidelity Investments, LinkedIn, PayPal, JPMorganChase;
- посредников и поставщиков: DMARC Analyzer, Agari, Cloudmark, eCert, Return Path, Truedomain, Trusted Domain Project.